# George Holt
George Holt (30 de setembro de 1878 - 18 de julho de 1944) foi um ator e cineasta estadunidense da era do cinema mudo, que atuou em 65 filmes entre 1913 e 1935, e dirigiu 25 filmes entre 1919 e 1924.

## Biografia
Holt nasceu em  Fall River, Massachusetts. Estudou para ser engenheiro elétrico, porém acabou ingressando na vida artística. Inicialmente trabalhou em teatro em Toronto, com Annie Russell, e no cinema seu primeiro filme foi o drama curta-metragem The Proof of the Man, em 1913, pela Nestor Film Company, creditado como George A. Holt. No mesmo ano, atuou pelo Vitagraph Studios em vários curta-metragens, tais como The Spell e The Passing of Joe Mary, entre outros, algumas vezes creditado como Mr. Holt. Continuou com a Vitagraph durante vários anos, atuando em seriados como The Fighting Trail (1917) e Vengeance and the Woman (1917).
Atuou em pequenos papéis não-creditados, como em The Gold Rush, em 1925, ao lado de Charlie Chaplin. Seu último filme foi o Western The Outlaw Deputy, em 1935, ao lado de Tim McCoy e Nora Lane.
Holt morreu em Santa Mônica, em 1944.

## Filmografia parcial
- The Proof of the Man (1913)
- The Spell (1913)
- The Passing of Joe Mary (1913)
- Only a Sister (1914)
- The Kiss (1914)[3]
- The Little Angel of Canyon Creek (1914)[4]
- A Child of the North (1915)
- Aladdin from Broadway (1917)
- Vengeance and the Woman (1917)
- The Fighting Trail (1917)
- His Buddy (1919)[5]
- The Lone Hand (1919)[6]
- The Trail of the Holdup Man (1919)[7]
- Kingdom Come (1919)[8]
- Ace High (1919)[9]
- The Gold Rush (1925)
- The Outlaw Deputy (1935)